# Processus de Penrose
Dans le domaine de la physique des trous noirs, le processus de Penrose est le nom donné à un processus physique qui permet d'extraire de l'énergie depuis l'ergorégion, d'un trou noir en rotation (trou noir de Kerr ou trou noir de Kerr-Newman). Il est nommé en l'honneur du mathématicien britannique Roger Penrose qui l'a proposé en 1969, pour ce qui est devenu l'un de ses travaux les plus célèbres.

## Principe
Selon les lois de la mécanique classique et de la relativité générale, un trou noir est une région de l'espace d'où rien ne peut sortir. Il peut de ce fait apparaître surprenant que l'on puisse extraire de l'énergie d'un trou noir. Cela est cependant rendu possible lorsqu'une partie de l'énergie du trou noir est sous forme d'énergie cinétique de rotation. Dans ce cas, en envoyant une particule dans le sens opposé à la rotation du trou noir, on va avoir tendance à diminuer son énergie cinétique de rotation. Cela ne suffit cependant pas pour récupérer cette énergie. Le principe imaginé par Penrose est le suivant :
- on lance suivant une trajectoire déterminée un objet vers un trou noir en rotation ;
- une fois arrivé dans une région bien particulière, appelée ergosphère et située au voisinage immédiat mais à l'extérieur du trou noir, on brise l'objet en deux en lui conférant une trajectoire bien déterminée ;
- l'un de ces objets est absorbé par le trou noir suivant une trajectoire qui diminue l'énergie cinétique de rotation du trou noir ;
- l'autre objet échappe à son champ gravitationnel et en ressort avec une vitesse supérieure à celle de la particule incidente, à tel point que l'énergie totale de ce fragment est en réalité supérieure à l'énergie de masse de l'objet initial.

## Limitations
L'extraction d'énergie par le processus de Penrose a tendance à diminuer l'énergie cinétique de rotation du trou noir. D'après la célèbre formule E=mc2, une diminution de l'énergie cinétique provoque une diminution de la masse du trou noir. L'extraction d'énergie n'est possible que si le trou noir est en rotation, c'est-à-dire qu'il possède une ergosphère. D'autre part, il existe une limite à la quantité d'énergie cinétique de rotation qu'un trou noir peut posséder : augmenter l'énergie cinétique de rotation d'un trou noir revient à augmenter son moment cinétique ; or il existe une limite au moment cinétique d'un trou noir de masse donnée au-delà de laquelle il n'est plus un trou noir mais une singularité nue. Ainsi, il existe une valeur maximale de l'énergie que l'on peut extraire d'un trou noir de masse M donnée. Une fois cela fait, sa masse est inférieure mais ne peut plus diminuer. Elle est appelée, pour des raisons évidentes, masse irréductible. Dans la configuration la plus favorable, où le moment cinétique du trou noir possède la valeur maximale autorisée (trou noir extrémal), la quantité d'énergie pouvant être extraite d'un trou noir initialement de masse M est
{\displaystyle E=\left(1-{\frac {1}{\sqrt {2}}}\right)Mc^{2}},
c étant la vitesse de la lumière, énergie correspondant à environ 29 % de l'énergie de masse du trou noir de départ.

## Autres applications
Un analogue au processus de Penrose et concernant les ondes est la superradiance. Il a été découvert peu après et indépendamment par Charles W. Misner, Boris Zeldovitch (1972) et Alexeï Starobinski (1973). Dans ce cas, en étudiant le processus de diffusion d'une onde électromagnétique, on montre que sous certaines conditions, la partie absorbée par un trou noir d'une onde incidente est vue par un observateur éloigné du trou noir comme ayant une énergie négative, alors que l'énergie de l'onde transmise est, elle, supérieure à l'énergie de l'onde incidente, situation essentiellement analogue à une situation bien connue dans le domaine de la physique non gravitationnelle, le paradoxe de Klein.